# Waldemar IV. (Schleswig)
Waldemar IV. von Schleswig (* um 1265 auf Schloss Gottorf, Schleswig; † 26. März oder 7. Juli 1312 in Schleswig) war von 1283 bis 1312 Herzog von Südjütland (dem späteren Herzogtum Schleswig).
Seine Eltern waren Herzog Erich I. Abelsen von Südjütland (Schleswig) (1242–1272) aus der „Abelslinie“ des dänischen Königshauses Estridsson und der Margarete von Pommern-Rügen († 1272), Tochter des Fürsten Jaromar II. von Rügen.

## Leben
Weil er beim Tod seiner Eltern 1272 noch minderjährig war, unterstand er der Vormundschaft seines Lehnsherrn, des Königs Erik V. „Klipping“ von Dänemark, als Mündel. Erst 1283 erhielt er als Waldemar IV. wie sein Vater das Herzogtum Schleswig als Lehen. Am 29. September 1284 erteilte er Flensburg die Stadtrechte.
Kaum im Besitz seines Lehens versuchte Waldemar IV. mit der Annullierung der Thronverzichtserklärung seines Onkels Herzog Waldemar III., die dieser während seiner Gefangenschaft beim Erzbischof von Köln 1251–52 hatte abgegeben müssen, seine Ansprüche gegen die dänische Krone gerichtlich durchzusetzen, geriet aber 1285 nach Prozessverlust und daran gekoppelter Einbuße von Gebieten, u. a. den Inseln (Langeland und Alsen), und von Hoheitsrechten sowie nach erfolgloser kriegerischer Durchsetzung seiner Pläne in dänische Gefangenschaft. Nach dem gewaltsamen Tode des Dänenkönigs Erik V. wurde er 1286 jedoch von dessen Witwe Agnes von Brandenburg, der Regentin für den minderjährigen Thronnachfolger Erik VI. Menved, begnadigt und kurzzeitig zum Reichsregenten für seinen Cousin und König bestimmt. Sämtliche verlorengegangenen und neuerworbenen Gebiete (die Inseln Aerö, Alsen und Fehmarn) erhielt er wieder, dazu wurde ihm noch das Münzrecht für das Herzogtum Schleswig übereignet.
Nach weiteren Fehden und dem Versuch um 1295, Gebietsansprüche der norwegischen Königsfamilie in Dänemark zu vertreten, musste er nach dessen Scheitern den ehemaligen erblichen Besitz Schleswigs auf Süd-Fünen an die dänische Krone abtreten, dazu kam der Verzicht auf Aerö und Fehmarn, alle Neuerwerbungen gingen damit verloren. Stattdessen wurde sein Bruder Erich Erichssohn Langbein (1272–1310) mit Langeland belehnt. Waldemar konnte aber Schleswig als erbliches Lehen seiner Familie erhalten.
Außenpolitisch versuchte Waldemar, ein Machtgleichgewicht durch eine Annäherung an Norwegen und Schweden gegenüber Dänemark zu etablieren. Weiterhin förderte er Handel und Verkehr seiner Städte und wurde dabei vom Nachbarn Holstein unterstützt, was zur späteren engen Verbindung beider Länder führte.
1287 heiratete Waldemar IV. die Tochter des Herzogs Johann I. von Sachsen-Lauenburg, Elisabeth von Sachsen-Lauenburg, und 1306 in zweiter Ehe Anastasia von Schwerin, die Tochter des Grafen Nikolaus V. Sie ehelichte nach Waldemars Tod 1312 den Grafen Gerhard IV. Holstein (* 1276, Graf von 1312 bis 1323). Aus Waldemars IV. erster Ehe ging sein einziger Sohn hervor, der als Herzog Erich II. (* um 1290; † 12. März 1325) seinem Vater 1312 auf dem Schleswiger Thron folgte. Herzog Waldemar liegt begraben im Dom zu Schleswig.